# Stilla fiordlandica
Stilla fiordlandica is een slakkensoort uit de familie van de Raphitomidae. De wetenschappelijke naam van de soort is voor het eerst geldig gepubliceerd in 1948 door C. Fleming.